# Kunitaka Sueoka
Kunitaka Sueoka (末岡 圀孝, Sueoka Kunitaka, né le 1er février 1917 à Préfecture de Hiroshima au Japon) est un footballeur japonais.